# Saturn Award du meilleur film d'action ou d'aventure

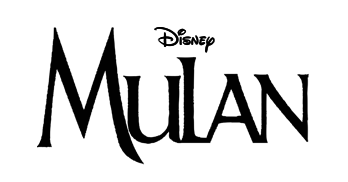

Le Saturn Award du meilleur film d'action ou d'aventure (Saturn Award for Best Action or Adventure Film) est une récompense cinématographique décernée chaque année depuis 1995 par l'Academy of Science Fiction, Fantasy and Horror Films. Jusqu'en 2010, elle inclut les thrillers. Entre 2011 et 2013, les thrillers sont rattachés au Saturn Award du meilleur film d'horreur, avant de connaitre une catégorie indépendante dès 2014.

## Palmarès
Note : L'année indiquée est celle de la cérémonie, récompensant les films sortis au cours de l'année précédente. Les lauréats sont indiqués en tête de chaque catégorie et en caractères gras. Les titres originaux sont précisés entre parenthèses, sauf s'ils correspondent au titre en français.

### Années 1990
- 1995 : Pulp Fiction
  - Danger immédiat (Clear and Present Danger)
  - Le Livre de la jungle (The Jungle Book)
  - Red Rock West
  - Les Évadés (The Shawshank Redemption)
  - Speed
  - True Lies
- 1996 : Usual Suspects (The Usual Supsects)
  - Apollo 13
  - Braveheart
  - Une journée en enfer (Die Hard with a Vengeance)
  - GoldenEye
  - Heat
  - Seven
- 1997 : Fargo
  - Bound
  - Mission impossible (Mission: Impossible)
  - La Rançon (Ransom)
  - Rock
  - Twister
- 1998 : L.A. Confidential
  - Breakdown
  - Volte-face (Face/Off)
  - The Game
  - Titanic
  - Demain ne meurt jamais (Tomorrow Never Dies)
- 1999 : Il faut sauver le soldat Ryan (Saving Private Ryan)
  - Le Masque de Zorro (The Mask of Zorro)
  - Négociateur (The Negotiator)
  - Le Prince d'Égypte (The Prince of Egypt)
  - Ronin
  - Un plan simple (A Simple Plan)

### Années 2000
- 2000 : La Ligne verte (The Green Mile)
  - Arlington Road
  - Ciel d'octobre (October Sky)
  - Payback
  - Le Talentueux Mr Ripley (The Talented Mr. Ripley)
  - Le monde ne suffit pas (The World Is Not Enough)
- 2001 : Tigre et Dragon (Crouching Tiger, Hidden Dragon)
  - Charlie et ses drôles de dames (Charlie's Angels)
  - Gladiator
  - The Patriot
  - En pleine tempête (The Perfect Storm)
  - Traffic
  - Incassable (Unbreakable)
- 2002 : Memento
  - La Chute du faucon noir (Black Hawk Down)
  - Une virée en enfer (Joy Ride)
  - The Barber, l'homme qui n'était pas là (The Man Who Wasn't There)
  - Mulholland Drive
  - Le Pacte des loups
- 2003 : Les Sentiers de la perdition (Road To Perdition)
  - La Mémoire dans la peau (The Bourne Identity)
  - Meurs un autre jour (Die Another Day)
  - Photo Obsession (One Hour Photo)
  - Dragon rouge (Red Dragon)
  - xXx
- 2004 : Kill Bill, volume 1
  - Retour à Cold Mountain (Cold Mountain)
  - Identity
  - Braquage à l'italienne (The Italian Job)
  - Le Dernier Samouraï (The Last Samurai)
  - Les Disparues (The Missing)
- 2005 : Kill Bill, volume 2
  - Aviator (The Aviator)
  - La Mort dans la peau (The Bourne Supremacy)
  - Collatéral (Collateral)
  - Un crime dans la tête (The Manchurian Candidate)
  - Benjamin Gates et le Trésor des Templiers (National Treasure)
  - Le Fantôme de l'Opéra (The Phantom of the Opera)
- 2006 : Sin City
  - Flight Plan (Flightplan)
  - A History of Violence
  - Kiss Kiss Bang Bang (Shane Black's Kiss Kiss, Bang Bang)
  - Mr. et Mrs. Smith (Mr. & Mrs. Smith)
  - Old Boy (올드보이)
  - Red Eye : Sous haute pression (Red Eye)
- 2007 : Casino Royale
  - Chronique d'un scandale (Notes on a Scandal)
  - Flyboys
  - Les Infiltrés (The Departed)
  - Mission impossible 3 (Mission: Impossible III)
  - Le Parfum, histoire d'un meurtrier (Das Parfum - Die Geschichte eines Mörders)
- 2008 : 300
  - 3 h 10 pour Yuma (3:10 to Yuma)
  - La Vengeance dans la peau (The Bourne Ultimatum)
  - Die Hard 4 : Retour en enfer (Live Free or Die Hard)
  - No Country for Old Men
  - There Will Be Blood
  - Zodiac
- 2009 : The Dark Knight : Le Chevalier noir (The Dark Knight)
  - L'Échange (Changeling)
  - Gran Torino
  - Quantum of Solace
  - Trahison (Traitor)
  - Walkyrie (Valkyrie)

### Années 2010
- 2010 : Inglourious Basterds
  - 2012
  - Brothers
  - Que justice soit faite
  - Sherlock Holmes
  - Démineurs (The Hurt Locker)
  - The Messenger
- 2011 : Salt (à partir de cette cérémonie, la catégorie n'inclut plus les thrillers)
  - Expendables : Unité spéciale (The Expendables)
  - The Green Hornet
  - Red
  - Robin des Bois (Robin Hood)
  - True Grit
  - Unstoppable
- 2012 : Mission impossible : Protocole Fantôme (Mission: Impossible - Ghost Protocol)
  - Fast and Furious 5 (Fast Five)
  - La Défense Lincoln (The Lincoln Lawyer)
  - Red Tails
  - Sherlock Holmes : Jeu d'ombres (Sherlock Holmes: A Game of Shadows)
  - Cheval de Guerre (War Horse)
- 2013 : Skyfall de Sam Mendes
  - Jason Bourne : L'Héritage (The Bourne Legacy) de Tony Gilroy
  - The Dark Knight Rises de Christopher Nolan
  - Django Unchained de Quentin Tarantino
  - Les Misérables de Tom Hooper
  - Taken 2 d'Olivier Megaton
- 2014 : Fast and Furious 6
  - La Voleuse de livres (The Book Thief)
  - The Ryan Initiative (Jack Ryan: Shadow Recruit)
  - Lone Ranger, naissance d'un héros (The Lone Ranger)
  - Du sang et des larmes (Lone Survivor)
  - Rush
- 2015 : Invincible (Unbroken)
  - Exodus: Gods and Kings
  - Inherent Vice
  - Lucy
  - Noé (Noah)
  - Snowpiercer, le Transperceneige
- 2016 : Fast and Furious 7 (Furious 7)
  - Everest
  - Mission impossible : Rogue Nation (Mission: Impossible – Rogue Nation)
  - The Revenant
  - 007 Spectre (Spectre)
  - Spy
- 2017 : Les Figures de l'ombre (Hidden Figures)
  - Alliés (Allied)
  - Gold
  - Tu ne tueras point (Hacksaw Ridge)
  - Tarzan (The Legend of Tarzan)
  - Les Sept Mercenaires (The Magnificent Seven)
  - The Nice Guys
- 2018 : The Greatest Showman
  - Baby Driver
  - Dunkerque (Dunkirk)
  - Fast and Furious 8 (The Fate of the Furious)
  - Hostiles
  - Kingsman : Le Cercle d'or (Kingsman: The Golden Circle)
- 2019 : Mission impossible : Fallout (Mission: Impossible – Fallout)
  - Escape Game
  - Glass
  - John Wick Parabellum
  - Sang froid (Cold Pursuit)
  - Skyscraper

### Années 2020
- 2021 : Mulan
  - 1917
  - Bad Boys for Life
  - El Camino : Un film Breaking Bad (El Camino: A Breaking Bad Movie)
  - The Gentlemen
  - Fast and Furious: Hobbs and Shaw

- 2022 : Top Gun: Maverick
  - Mort sur le Nil (Death on the Nile)
  - Fast and Furious 9 (F9)
  - Mourir peut attendre (No Time to Die)
  - RRR
  - West Side Story

- 2024 : Mission impossible : Dead Reckoning (Mission: Impossible – Dead Reckoning)
  - Bullet Train
  - Equalizer 3
  - Fast and Furious 10
  - John Wick : Chapitre 4 (John Wick: Chapter 4)
  - La Petite Sirène (The Little Mermaid)

- 2025 : Deadpool & Wolverine
  - Argylle
  - The Fall Guy
  - Fly Me to the Moon
  - The Ministry of Ungentlemanly Warfare
  - Twisters